# Crveni Čot
Crveni Čot (v srbské cyrilici Црвени Чот, maďarsky Vörös-bérc) je nejvyšším vrcholem pohoří Fruška Gora v srbské Vojvodině.
Má nadmořskou výšku 539 metrů. Nachází se v centrální části pohoří, na pomyslné linii Beočin - Velki Radinci. Nejbližší obcí je potom Bešenovački Prnjavor. Kopec je zalesněný, s výjimkou vrcholku, kde je umístěn televizní vysílač. Vysílač Crveni Čot slouží k pokrytí většiny území Vojvodiny a severní části centrálního Srbska digitálním DVB-T2 televizním vysíláním a rozhlasovým analogovým FM vysíláním a digitálním DAB vysíláním. Vysílač byl zničen bombardovním NATO v roce 1999. Po roce 2010 byl obnoven a byl postaven nový stožár vysoký 160 metrů. 